# Hajime Kaido
Hajime Kaido (jap. 貝戸 肇, Kaido Hajime; * um 1935) ist ein japanischer Badmintonspieler. 

## Karriere
Hajime Kaido wurde 1958 nationaler Meister in Japan, wobei er im Mixed mit Miyako Morota erfolgreich war. Ein weiter Titelgewinn gelang ihm bei der Erwachsenenmeisterschaft 1959 im gemischten Doppel mit der gleichen Partnerin.

## Sportliche Erfolge
| Saison | Veranstaltung                   | Disziplin | Platz | Name                         |
| ------ | ------------------------------- | --------- | ----- | ---------------------------- |
| 1958   | Japan: Einzelmeisterschaften    | Mixed     | 1     | Hajime Kaido / Miyako Morota |
| 1959   | Japan: Erwachsenenmeisterschaft | Mixed     | 1     | Hajime Kaido / Miyako Morota |

## Referenzen
- Japanische Badmintonmeisterschaften 1947–2004 (Memento vom 28. August 2007 im Internet Archive)
- Annual Handbook of the International Badminton Federation, London, 29. Auflage 1971, S. 222–223

| Personendaten    | Personendaten                |
| ---------------- | ---------------------------- |
| NAME             | Kaido, Hajime                |
| ALTERNATIVNAMEN  | 貝戸 肇 (japanisch)          |
| KURZBESCHREIBUNG | japanischer Badmintonspieler |
| GEBURTSDATUM     | um 1935                      |